# Ekvtime Takaishvili
Ekvtime Takaishvili (em georgiano:  ექვთიმე თაყაიშვილი; Gúria, 3 de janeiro de 1863 – Tiblíssi, 21 de fevereiro de 1953) foi um historiador e arqueólogo georgiano.
Em 1917 foi um dos fundadores e professores da Universidade Estatal de Tiblíssi. Perdeu seu cargo em 1921, quando o 11.º Exército Vermelho da República Socialista Federativa Soviética da Rússia extinguiu a Geórgia independente. Foi banido juntamente com o governo da Geórgia para a França.
Está sepultado no Pantheon de Mtatsminda em Tiblíssi.